# Podgorická skupština
Podgorická skupština (srbsky Подгоричка скупштина/Podgorička skupština), známá též jako Velká lidová skupština, Velká srbská skupština, nebo Velká černohorská skupština, bylo zasedání zástupců Černé Hory na konci první světové války. Zasedala ve městě Podgorica, které je v současné době hlavním městem Černé Hory. Předsedou skupštiny byl Savo Cerović. Uskutečnilo se celkem pět zasedání, a to v první polovině listopadu roku 1918.
Nejznámějším rozhodnutím prozatímního černohorského parlamentu bylo rozhodnutí o vyhnání krále z dynastie Petrović-Njegoš a připojení se k Srbsku. Tím byla zlegitimizována nadvláda Karađorđevićů v zemi a také faktický zánik nezávislé Černé Hory. Ta svoji státnost znovu získala až roku 1945 a úplnou nezávislost v roce 2006. Náhlé rozhodnutí podgorické skupštiny bylo v zemi přivítáno s rozpaky a zanechalo velmi hluboké stopy pro budoucnost Černé Hory. Kromě vyhnání dynastie Petrović-Njegoš byl rovněž zformován výkonný odbor (srbsky Izvršno vijeće), který se později transformoval na dočasnou vládu. Rovněž bylo přijato rozhodnutí o konfiskaci majetku dosavadního krále. 